# Generál
Generál – węgierski zespół rockowy, który powstał w grudniu 1971 roku w Budapeszcie. Zakończył działalność w 1979 roku, by na krótko reaktywować się w 1999 roku.

## Historia
Generál utworzyli byli członkowie zespołów Ferm i Zé-Gé, po tym jak Mátyása Várkonyi'ego (śpiew, instrumenty klawiszowe, gitara) powołano do wojska. Muzycy występowali razem z żeńską grupą wokalną „Mikrolied”. Latem 1972 roku wystąpili w programie telewizyjnym „Ki mit tud?”, który wygrali wykonując piosenkę Mit tehet az ember. Następnie zostali laureatami programu „Táncdalfesztivál”. W 1973 roku Generál nagrał swój debiutancki album, zatytułowany Staféta. Pierwsze sukcesy (występy w programach telewizyjnych, popularność longplaya oraz trasy koncertowe) i przychylność fanów, pozwoliły rockowym debiutantom zachłysnąć się sławą, lecz roszady personalne nie ominęły również Generálu. W 1973 po odbyciu dwuletniej służby wojskowej wrócił Várkonyi, co wkrótce zmusiło Istvána Ákosa (gitara, śpiew) do opuszczenia zespołu. W roku 1974 Lajosa Recka (perkusja) zastąpił András Póta. W tym samym roku János Karácsony (gitara) odszedł do Locomotivu GT, a w jego miejsce pojawił się Károly Paczári. Nieustające życie w trasie, występy na stadionach oraz udział w licznych programach telewizyjnych stanowiły ówczesną codzienność Generálu, który występował u boku ówczesnych pop-rockowych gwiazd, takich jak: Middle of the Road, czy Smokie. Był on jedynym wykonawcą z kraju socjalistycznego, którego piosenka (Everybody Join Us) zajęła pierwsze miejsce na zachodnioeuropejskiej liście przebojów (w Holandii). Zespół był znany także w NRD i w Polsce, gdzie nagrał longplaye Rockin' & Rollin (07.1975) i Heart of Rock (1979; w sesji nagraniowej wzięły udział także wokalistki: Zsuzsa Cserháti i Judit Szánti). Jesienią 1975 roku dotychczasowy wokalista i frontman Sándor Révész przeszedł do Piramisu, a General zrezygnował ze współpracy z Mikroliedem. 1 lutego 1976 r. zadebiutował új-Generál („nowy Generál”) z Charliem Horváthem (śpiew), Tiborem Tátraiem (gitara) z zespołu Olympia i z Jánosem Soltim (perkusja) z Non–Stopu. W 1977 roku Solti przechodzi do Locomotivu GT, zaś do zespołu wraca Póta. W 1979 roku Várkonyi rozwiązuje zespół i zostaje dyrektorem muzycznym oraz autorem, a następnie dyrektorem teatru Rockszínház. G. Novai kontynuuje karierę w Hungárii, a Tátrai w nowym Skorpió. Charlie Horváth znowu zostaje członkiem Olympii, a potem na ponad dziesięć lat wyjeżdża za granicę.
18 września 1999 roku Generál po wielu latach nieobecności dał koncert w Budapeszcie, wzbudzając niekłamany aplauz publiczności. Zespół wystąpił w składzie z najsłynniejszego okresu, tzn. z pierwszej połowy lat 70 XX w. A byli to: Sándor Révész (śpiew), János Karácsony (gitara), Mátyás Várkonyi (instrumenty klawiszowe, śpiew), Gábor Novai (gitara basowa, śpiew), András Póta (perkusja) oraz grupa wokalna „Mikrolied” w składzie: Magdu Bodi, Annamária Herczku, Hédi Selényi, Edit Szigeti, Éva Várszegi.

## Członkowie
- Sándor Révész – śpiew (1971–1975, 1999)[2]
- István Gábor Ákos (Kiselefánt) – gitara, śpiew (1971–1974)[2]
- Mátyás Várkonyi – śpiew, instrumenty klawiszowe, gitara (1973–1979, 1999)[2]
- János Karácsony – gitara, śpiew (1971–1974, 1999)[2]
- Charlie Horváth – śpiew, kongi (1976–1979)[2]
- Károly Paczári – gitara (1974–1976)[2]
- Tibor Tátrai – gitara (1976–1979)[2]
- Gábor Novai – gitara basowa, śpiew (1971–1979, 1999)[2]
- Lajos Reck – perkusja (1971–1974)[2]
- András Póta – perkusja (1974–1976, 1977–1979, 1999)[2]
- János Solti – perkusja (1976–1977)[2]

## Mikrolied – grupa wokalna
- Annamária Herczku (1972–1975, 1999)
- Hédi Selényi (1972–1973, 1999)[1]
- Magdi Bódy (1973–1974, 1999)[1]
- Éva Várszegi (1972–1975, 1999)
- Edit Szigeti (1972–1975, 1999)

## Wokalistki współpracujące z Generalem pod koniec lat 70.
- Zsuzsa Cserháti[5]
- Judit Szánti[5]
- Éva Csepreghy[6]
- Éva Fábián[6]
- Éva Pál[6]

## Dyskografia

### Albumy
- Staféta (1973)[2]
- Generál II (1975)[2]
- Rockin' & Rollin' (wydanie polskie, po angielsku, 1975)[2]
- Zenegép (1977)[2]
- Heart of Rock (wydanie polskie, po angielsku, 1979)[2]
- Piros bicikli (1979)[2]

### Albumy koncertowe
- Valamit el kell mondanom (koncert + jedno nowe nagranie studyjne, 1999)[4]